# First Division (Malta) 1928/29
Die First Division 1928/29 war die 18. Spielzeit in der Geschichte der höchsten maltesischen Fußballliga. Meister wurde zum neunten Mal der FC Floriana.

## Vereine
Im Vergleich zur Vorsaison verzichteten FC Cottonera, FC St. George’s, Marsa United und Sliema Rangers auf eine Teilnahme.

## Modus
Die Saison wurde aufgrund der geringen Teilnehmerzahl mit einer Hin- und Rückrunde ausgetragen. Für einen Sieg gab es zwei Punkte, für ein Unentschieden einen und für eine Niederlage keinen Punkt. Bei Punktgleichheit wurde um die Meisterschaft ein Entscheidungsspiel ausgetragen.

## Abschlusstabelle
| Pl. | Verein           | Sp. | S | U | N | Tore    | Quote | Punkte |
| --- | ---------------- | --- | - | - | - | ------- | ----- | ------ |
| 1.  | FC Floriana (M)  | 4   | 3 | 1 | 0 | 009:400 | 2,25  | 07:10  |
| 2.  | Sliema Wanderers | 4   | 1 | 2 | 1 | 005:600 | 0,83  | 04:40  |
| 3.  | Valletta United  | 4   | 0 | 1 | 3 | 001:500 | 0,20  | 01:70  |

Platzierungskriterien: 1. Punkte – 2. Torquotient
| Zum Saisonende 1928/29: |                                           |
|                         |                                           |
|                         | maltesischer Meister 1928/29: FC Floriana |
|                         |                                           |
| Zum Saisonende 1927/28: |                                           |
| (M)                     | Amtierender Meister: FC Floriana          |

## Kreuztabelle
| 1928/29          | FC Floriana | Sliema Wanderers | VUN |
| ---------------- | ----------- | ---------------- | --- |
| FC Floriana      |             | 4:1              | 1:0 |
| Sliema Wanderers | 2:2         |                  | 0:0 |
| Valletta United  | 1:2         | 0:2              |     |